# Aprostocetus rieki
Aprostocetus rieki är en stekelart som först beskrevs av De Santis 1979.  Aprostocetus rieki ingår i släktet Aprostocetus och familjen finglanssteklar. Inga underarter finns listade i Catalogue of Life.